# 정화공주
정화공주(貞和公主, 생몰년 미상)는 조선의 왕족이다. 추존왕 환조와 의혜왕후 최씨의 딸이다. 성은 이, 본관은 전주이다.

## 생애
생몰년은 정확하지 않으며, 고려 말기 이자춘과 부인 최씨의 딸로 태어났다. 이성계의 유일한 동복 누나이며, 정종, 태종 등의 고모이다.
1392년(태조 원년) 친동생 이성계가 새 왕조 조선을 세우면서, 남매의 아버지 이자춘은 환왕으로, 어머니 최씨는 의비로 추존되었다. 이후 1872년(고종 9년) 음력 12월 4일 고종에 의해 공주로 추증되어 정화공주(貞和公主)가 되었다. 한편 1411년(태종 11년) 음력 4월 22일 환왕은 환조의 묘호를 받고, 의비는 의혜왕후의 시호를 받았다.
정화공주는 한양 조씨 조돈의 아들 조인벽과 혼인하였으며, 조인벽에게는 계실이다. 조인벽은 조선 개국 후 용원부원군에 봉해졌다. 정화공주에게는 조연 등의 아들이 있는데, 조연은 태종의 신임을 받아 한평부원군에 봉해지고 우의정을 지낸 후 1429년(세종 11년) 56세를 일기로 사망하였다. 한편 조인벽에게는 아들 조온도 있으나, 당대 기록에 조온의 어머니의 성씨를 모른다고 하는 것으로 보아 조온은 정화공주의 아들은 아닌 듯 하다.
정화공주의 묘소는 현재 황해북도 장풍군에 있다.

## 가족 관계
친정 
- 아버지 : 추존 환조(桓祖, 1315~1360)
- 어머니 : 의혜왕후 최씨(懿惠王后 崔氏, ?~1336)
  - 남동생 : 제1대 태조(太祖, 1335~1408, 재위 : 1392~1398)
  - 올케 : 신의왕후(神懿王后, 1337~1391)
    - 조카 : 제2대 정종(定宗, 1357~1419, 재위 : 1398~1400)
    - 조카 : 제3대 태종(太宗, 1367~1422, 재위 : 1400~1418)

  - 올케 : 신덕왕후(神德王后, 1356~1396)

 시가 
- 시아버지 : 조돈(趙暾, 1308~1380)
- 시어머니 : 군부인 간성 이씨(郡夫人 杆城李氏, 1309~1379)
  - 남편 : 조인벽(趙仁璧, 1328~1393)
    - 장남 / 의붓 아들 : 조온 (趙溫 1347~1417)
    - 며느리 : 변한국대부인 장씨(卞韓國大夫人 張氏)
    - 며느리 : 변한국대부인 박씨(卞韓國大夫人 朴氏)
    - 차남 : 조연(趙涓, 1374~1429)
    - 며느리 : 변한국대부인 김씨(卞韓國大夫人 金氏, 1374~1455)
    - 3남 : 조후(趙候, ?∼1444)[9]
    - 4남 : 조사(趙師)
    - 5남 : 조전(趙傳)
    - 6남 : 조보(趙保)
    - 7남 : 조백(趙伯)
    - 장녀 : 황길원(黃吉源)에게 출가
    - 차녀 : 임맹양(林孟陽)에게 출가

## 참고 자료
- 「내시와 궁녀 비밀을 묻다」, 역대 왕실 세계도, 박상진 저, 가람기획(2007년, 392~395p)